# 清水有生
清水 有生（しみずゆうき、男性、1954年6月13日 - ）は、日本の脚本家。東京都杉並区出身。日本脚本家連盟理事、日本放送作家協会理事。　

## 来歴
1972年、東京都立北高等学校卒業。地方公務員となり1974年に板橋区役所に入区し、福祉事務所でケースワーカーとして10年間勤務した後、1984年に退職。1987年に「正しいご家族」がTBS第1回シナリオ大賞を受賞したことをきっかけに脚本家デビュー。以後はシナリオライターとして朝の連続テレビ小説シリーズの『あぐり』、『すずらん』の脚本などを執筆。1998年、第6回橋田賞受賞。
2005年の『3年B組金八先生』第7シリーズの第11回からはスタッフとの確執で降板した原作者の小山内美江子に代わって脚本を務め、以降は2011年の『ファイナル』までのすべてのエピソードを執筆した。

## 主な作品

### テレビドラマ
- 正しい御家族（1987年、TBS） - デビュー作
- おふくろ…（1989年、TBS）
- カラダ記念日（1989年、TBS）
- オシャレ泥棒（1989年、TBS）
- こちら芝浦探偵社（1989年、TBS）
- こっちこい!UFO!（1989年、TBS）
- びっくりしたな、もう!（1989年、TBS）
- 悪魔をやっつけろ (1990年　TBS)
- ホットドッグ（1990年、TBS）
- がんばれジャイアンツ（1990年、TBS）
- 鯨が歌う（1990年、HBC）
- 代議士秘書の犯罪（1990年、TBS）
- 俺たちに明日は来るのか（1991年、TBS）
- 不連続爆破事件（1991年、TBS）
- タマコちゃんが来た!（1991年、TBS）
- ボクのお見合い日記（1991年、TBS・毎日放送・ＨＢＣ・CBC・ RKB）
- テキ屋の信ちゃん（1991年 - 1995年、TBS） - 年一回のペースで5作品作られた。
- 青い鳥見つけた！（1992年　TBS）
- 女無法松　小夏の初恋 (1992 RKB)
- 逆転報道(1992 TBS)
- 家族写真（1992年、TBS）
- 素敵にダマして!（1992年、日本テレビ）
- 家栽の人（1993年、TBS）
- 最後の同窓会(1993年　TBS)
- RUN(1993年、TBS）
- 動く壁(1994年 フジテレビ)
- 名古屋お金物語(1994年NHK総合)
- こちら捕虜放送局（1994年　TBS)
- お兄ちゃんの選択（1994年　TBS）
- 冠婚葬祭部長（1996年、TBS）[2]
- 名古屋お金物語2（1996年NHK総合）[2]
- 辞めてたまるか！(1996年TBS)
- 戦いすんで日が暮れて(1996年TBS)
- あぐり（1997年、NHK総合）
- 私の中の誰か 〜 買い物依存症の女たち（1998年、NHK総合）[2]
- 先生知らないの?（1998年、TBS）
- すずらん（1999年、NHK総合）
- 天使が消えた街（2000年、日本テレビ）[2]
- 人間の証明2001　(2001年　テレビ東京）
- 嫁はミツボシ。（2001年、TBS）[2]
- 42歳の修学旅行　（2001年ＮＨＫ総合)
- 私はやってない!痴漢えん罪殺人連鎖（2002年、テレビ東京）
- なんでも屋大蔵の事件簿(2002年テレビ東京)
- あかね空 (2002年テレビ東京)
- シンシア 〜介助犬誕生ものがたり〜（2003年、毎日放送）
- 貫太ですッ!（2003年、東海テレビ）
- 新・いのちの現場から（2004年、毎日放送）
- 家栽の人スペシャル（2004年　TBS）
- 無名（2005年　TBS）
- 新・いのちの現場から2（2006年、毎日放送）
- 3年B組金八先生 第7シリーズ 第11回 - （2005年、TBS）
- 熟年結婚　妻への詫び状  (2006年　テレビ東京）
- 家族〜妻の不在・夫の存在〜（2006年、ABC・テレビ朝日）
- 夫婦道（2007年、TBS）
- 3年B組金八先生 第8シリーズ（2007年 - 2008年、TBS）
- 続・夫婦道（2009年、TBS）
- いのちの島（2009年、TBS）
- 明日の光をつかめ（2010年、東海テレビ）
  - 明日の光をつかめ2（2011年、東海テレビ）[5]
  - 明日の光をつかめ -2013 夏-（2013年、東海テレビ）
- 遺品整理人 谷崎藍子シリーズ（2010年 - 2013年、毎日放送・TBS）
- 3年B組金八先生 ファイナル「最後の贈る言葉」4時間スペシャル（2011年、TBS）
- 命のあしあと（2012年　NHK BSプレミアム　総合）
- 私の父はチャンポンマン（2013年　NHK BSプレミアム　総合）
- さぬきうどん融資課（2014年、NHK BSプレミアム 総合）
- プラチナエイジ（2015年、東海テレビ）
- 恋の三陸 列車コンで行こう!（2016年　NHK総合）
- さくらの親子丼（2017年、東海テレビ）
- さくらの親子丼2（2018年、東海テレビ）[6]
- 伴走者（2020年、BS-TBS）
- さくらの親子丼3　(2020年､東海テレビ)
- 介護スナック ベルサイユ（2025年、東海テレビ)

### 映画
- すずらん 〜少女萌の物語〜（2000年公開）
- コスメティックウォーズ(2017年公開)
- しあわせのマスカット（2021年公開）

### 漫画原作
- TODOを待ちながら -型破りカウンセラー物語-（作画・ひきの真二、1997年 - 1999年、全2巻）
- すずらん（作画・いがらしゆみこ　1999年　全２巻）

### 小説
- すずらん（2000年、角川出版）
- プラチナエイジ 1 - 3巻（2020年　双葉社）
- 奇跡のミシン　～天国の声、届けます～（双葉社）

### 舞台
ハロー!プロジェクト
- 演劇女子部 ファラオの墓（2017年上演・池袋サンシャイン劇場）
  - 演劇女子部 ファラオの墓 〜蛇王・スネフェル〜（2018年上演・池袋サンシャイン劇場、大阪メルパルクホール）

- 一枚のチケット　ビートルズがやって来る！（2017年上演・紀伊國屋サザンシアター）

### ラジオドラマ
- FMシアター ミシンの音色を、もう一度 (2021年12月11日、NHK FM）[7]

### 配信ドラマ
- Re:member〜サイカイ〜（2022年3月25日 - 、ひかりTV）[8]